# William Blackwood
Pour les articles homonymes, voir Blackwood.
 (juillet 2019).
Si vous disposez d'ouvrages ou d'articles de référence ou si vous connaissez des sites web de qualité traitant du thème abordé ici, merci de compléter l'article en donnant les références utiles à sa vérifiabilité et en les liant à la section « Notes et références ».
William Blackwood (20 novembre 1776 à Édimbourg - 16 septembre 1834) est un éditeur écossais, fondateur de l'entreprise William Blackwood & Frères.

## Biographie
À l'âge de quatorze ans, il est placé en apprentissage dans l'entreprise de libraires à Édimbourg et suit cette voie également à Glasgow et à Londres pendant plusieurs années. De retour à Édimbourg en 1804, il ouvre une boutique dans la South Bridge Street de livres anciens, rares et curieux. Il prend à sa charge l'agence écossaise de John Murray et d'autres éditeurs londoniens et, peu à peu, dérive vers la publication pour son propre compte, déménageant en 1816 à Princes Street. Le 1er avril 1817 paraît le premier numéro de l'Edinburgh Monthly Magazine, qui, au bout de sept numéros, prend le nom du Blackwood's Magazine. Maga, comme se fait bientôt appeler ce magazine, est l'organe du Parti tory écossais et s'entoure d'une foule d'auteurs de talent. William Blackwood laisse l'entreprise à ses eux fils, Alexander et Robert, qui ajoutent une branche londonienne à l'entreprise. En 1845, Alexander Blackwood meurt, suivi peu après par Robert.
Un jeune frère, John Blackwood, leur succède à la tête de l'entreprise. Quatre ans plus tard, il est rejoint par Major William Blackwood, qui dirige l'entreprise jusqu'à sa mort en 1861. En 1862, le fils aîné de Major, William Blackwood (né en 1836), devient associé. À la mort de John Blackwood, William Blackwood junior est seul aux commandes de l'entreprise. Il associe à la gestion de l'entreprise ses neveux, George William et J. H. Blackwood, fils de Major George Blackwood, qui est tué à Maiwand en 1880.